# Chloropeta
Chloropeta é um género de aves da família Sylviidae.
Este género contém as seguintes espécies:
- Chloropeta gracilirostris
- Chloropeta natalensis
- Chloropeta similis